# 400 mètres féminin aux championnats du monde d'athlétisme 2017
Pour un article plus général, voir Championnats du monde d'athlétisme 2017.
Navigation
Pékin 2015 Doha 2019
L'épreuve du 400 mètres féminin des championnats du monde de 2017 se déroule du 6 au 9 août 2017 dans le Stade olympique de Londres, au Royaume-Uni. Elle est remportée par l'Américaine Phyllis Francis.

## Critères de qualification
Pour se qualifier pour les championnats, il faut avoir réalisé 52 s 10 ou moins entre le 1er octobre 2016 et le 23 juillet 2017.

## Médaillées
| Or              | Argent          | Bronze        |
| Phyllis Francis | Salwa Eid Naser | Allyson Felix |

## Résultats

### Finale
| Rang               | Athlète                 | Temps       | Note |
| ------------------ | ----------------------- | ----------- | ---- |
| Médaille d'or      | Phyllis Francis         | 49 s 92     | PB   |
| Médaille d'argent  | Salwa Eid Naser         | 50 s 06     | NR   |
| Médaille de bronze | Allyson Felix           | 50 s 08     |      |
| 4                  | Shaunae Miller-Uibo     | 50 s 49     |      |
| 5                  | Shericka Jackson        | 50 s 76     |      |
| 6                  | Stephenie Ann McPherson | 50 s 86     |      |
| -                  | Kabange Mupopo          | DQ (dopage) |      |
| 7                  | Novlene Williams-Mills  | 51 s 48     |      |

### Demi-finales
Qualification : les deux premières de chaque série (Q) et les 2 meilleurs temps (q) se qualifient pour la finale.
| Rang | Série | Couloir | Athlète                 | Nationalité               | Temps | Notes |
| ---- | ----- | ------- | ----------------------- | ------------------------- | ----- | ----- |
| 1    | 2     | 7       | Salwa Eid Naser         | Bahreïn                   | 50.08 | Q, NR |
| 2    | 2     | 4       | Allyson Felix           | États-Unis                | 50.12 | Q     |
| 3    | 1     | 5       | Shaunae Miller-Uibo     | Bahamas                   | 50.36 | Q     |
| 4    | 3     | 5       | Phyllis Francis         | États-Unis                | 50.37 | Q     |
| 5    | 1     | 7       | Stephenie Ann McPherson | Jamaïque                  | 50.56 | Q, SB |
| 6    | 3     | 4       | Kabange Mupopo          | Zambie                    | 50.60 | Q, SB |
| 7    | 2     | 9       | Novlene Williams-Mills  | Jamaïque                  | 50.67 | q     |
| 8    | 2     | 5       | Shericka Jackson        | Jamaïque                  | 50.70 | q     |
| 9    | 1     | 6       | Quanera Hayes           | États-Unis                | 50.71 |       |
| 10   | 3     | 7       | Chrisann Gordon         | Jamaïque                  | 50.87 |       |
| 11   | 3     | 6       | Amantle Montsho         | Botswana                  | 51.28 | SB    |
| 12   | 1     | 8       | Gunta Latiševa-Čudare   | Lettonie                  | 51.57 |       |
| 13   | 2     | 2       | Lydia Jele              | Botswana                  | 51.57 |       |
| 14   | 3     | 3       | Ruth Spelmeyer          | Allemagne                 | 51.77 |       |
| 15   | 3     | 2       | Iga Baumgart            | Pologne                   | 51.81 |       |
| 16   | 3     | 8       | Zoey Clark              | Royaume-Uni               | 51.81 | PB    |
| 17   | 1     | 3       | Roxana Gómez            | Cuba                      | 52.01 |       |
| 18   | 1     | 2       | Bianca Răzor            | Roumanie                  | 52.09 |       |
| 19   | 2     | 8       | Yinka Ajayi             | Nigeria                   | 52.10 |       |
| 20   | 3     | 9       | Margaret Bamgbose       | Nigeria                   | 52.23 |       |
| 21   | 1     | 4       | Patience Okon George    | Nigeria                   | 52.60 |       |
| 22   | 2     | 3       | Nirmala Sheoran         | Inde                      | 53.07 |       |
| 23   | 2     | 6       | Irini Vasiliou          | Grèce                     | 53.27 |       |
| 24   | 1     | 9       | Ashley Kelly            | Îles Vierges britanniques | 54.50 |       |

### Séries
Qualification : les 3 premières (Q) et les 6 meilleurs temps (q) se qualifient pour les demi-finales.
| Rang | Série | Ligne | Nom                      | Nationalité               | Temps              | Notes |
| ---- | ----- | ----- | ------------------------ | ------------------------- | ------------------ | ----- |
| 1    | 4     | 3     | Salwa Eid Naser          | Bahreïn                   | 50 s 57            | Q, NR |
| 2    | 4     | 9     | Phyllis Francis          | États-Unis                | 50 s 94            | Q     |
| 3    | 2     | 3     | Shaunae Miller-Uibo      | Bahamas                   | 50 s 97            | Q     |
| 4    | 4     | 4     | Novlene Williams-Mills   | Jamaïque                  | 51 s 00            | Q     |
| 5    | 3     | 2     | Kabange Mupopo           | Zambie                    | 51 s 09            | Q, SB |
| 6    | 6     | 4     | Chrisann Gordon          | Jamaïque                  | 51 s 14            | Q     |
| 7    | 3     | 4     | Shericka Jackson         | Jamaïque                  | 51 s 26            | Q     |
| 8    | 2     | 7     | Stephenie Ann McPherson  | Jamaïque                  | 51 s 27            | Q     |
| 9    | 6     | 2     | Amantle Montsho          | Botswana                  | 51 s 37 (0.368 ms) | Q, SB |
| 10   | 3     | 6     | Gunta Latiševa-Čudare    | Lettonie                  | 51 s 37 (0.370 ms) | Q, PB |
| 11   | 3     | 8     | Lydia Jele               | Botswana                  | 51 s 41            | q     |
| 12   | 5     | 8     | Quanera Hayes            | États-Unis                | 51 s 43            | Q     |
| 13   | 6     | 3     | Margaret Bamgbose        | Nigeria                   | 51 s 57            | Q, SB |
| 14   | 2     | 9     | Yinka Ajayi              | Nigeria                   | 51 s 58            | Q     |
| 15   | 2     | 6     | Bianca Răzor             | Roumanie                  | 51 s 64            | q     |
| 16   | 3     | 3     | Ruth Spelmeyer           | Allemagne                 | 51 s 72            | q, SB |
| 17   | 5     | 9     | Patience Okon George     | Nigeria                   | 51 s 83            | Q     |
| 18   | 5     | 4     | Zoey Clark               | Royaume-Uni               | 51 s 88 (0.874 ms) | Q     |
| 19   | 6     | 7     | Iga Baumgart             | Pologne                   | 51 s 88 (0.879 ms) | q     |
| 20   | 3     | 5     | Roxana Gómez             | Cuba                      | 51 s 98            | q     |
| 21   | 5     | 2     | Nirmala Sheoran          | Inde                      | 52 s 01            | q     |
| 22   | 3     | 7     | Elea-Mariama Diarra      | France                    | 52 s 06            |       |
| 23   | 6     | 6     | Tamara Salaški           | Serbie                    | 52 s 13            |       |
| 24   | 6     | 5     | Kendall Ellis            | États-Unis                | 52 s 18            |       |
| 25   | 2     | 4     | Emily Diamond            | Royaume-Uni               | 52 s 20            |       |
| 26   | 5     | 7     | Morgan Mitchell          | Australie                 | 52 s 22            |       |
| 27   | 4     | 8     | Małgorzata Hołub         | Pologne                   | 52 s 26 (0.252 ms) |       |
| 28   | 5     | 5     | Anastasiia Bryzgina      | Ukraine                   | 52 s 26 (0.257 ms) |       |
| 29   | 1     | 1     | Allyson Felix            | États-Unis                | 52 s 44            | Q     |
| 30   | 4     | 5     | Lisanne de Witte         | Pays-Bas                  | 52 s 48            |       |
| 31   | 6     | 9     | Déborah Sananes          | France                    | 52 s 50            |       |
| 32   | 2     | 5     | Aiyanna Stiverne         | Canada                    | 52 s 55 (0.541 ms) |       |
| 33   | 4     | 6     | Amalie Iuel              | Norvège                   | 52 s 55 (0.546ms)  |       |
| 34   | 6     | 8     | Anyika Onuora            | Royaume-Uni               | 52 s 58            |       |
| 35   | 1     | 2     | Irini Vasiliou           | Grèce                     | 52 s 61            | Q     |
| 36   | 5     | 6     | Carline Muir             | Canada                    | 52 s 70 (0.691 ms) |       |
| 37   | 1     | 6     | Ashley Kelly             | Îles Vierges britanniques | 52 s 70 (0.700 ms) | Q     |
| 38   | 3     | 9     | Anita Horvat             | Slovénie                  | 52 s 78            |       |
| 39   | 2     | 2     | Cátia Azevedo            | Portugal                  | 52 s 79            |       |
| 40   | 1     | 9     | Maria Benedicta Chigbolu | Italie                    | 53 s 00            |       |
| 41   | 1     | 4     | Maggie Barrie            | Sierra Leone              | 53 s 20            | NR    |
| 42   | 4     | 2     | Eleni Artymata           | Chypre                    | 53 s 26            |       |
| 43   | 2     | 8     | Christine Botlogetswe    | Botswana                  | 53 s 50            |       |
| 44   | 1     | 8     | Justyna Święty           | Pologne                   | 53 s 62            |       |
| 45   | 4     | 7     | Domonique Williams       | Trinité-et-Tobago         | 53 s 72            |       |
| 46   | 1     | 5     | Maximila Imali           | Kenya                     | 53 s 97            |       |
| 47   | 1     | 7     | Travia Jones             | Canada                    | 54 s 02            |       |
| 48   | 5     | 3     | Djénébou Danté           | Mali                      | 54 s 04            |       |
| 49   | 1     | 3     | Samantha Dirks           | Belize                    | 54 s 74            |       |

## Légende
Records et Performances
- AR : Record continental (area record)
- CR : Record des championnats (championship record)
- MR : Record du meeting (meet record)
- NR : Record national (national record)
- OR : Record olympique (olympic record)
- PR : Record paralympique (paralympic record)
- PB : Record personnel (personal best)
- SB : Meilleure performance personnelle de la saison (season's best)
- WL : Meilleure performance mondiale de l'année (world leader)
- WJR : Record du monde junior (world junior record)
- WR : Record du monde (world record)

Circonstances et Conditions
- DNF : N'a pas terminé (did not finish)
- DNS : N'a pas pris le départ (did not start)
- DQ : Disqualification (disqualification)
- NM : Aucun essai valable enregistré (No Mark)
- Q : Qualifié « directement » au prochain tour (ou à la prochaine compétition), lors d'une compétition majeure, grâce au classement ou à la réalisation des minima (automatic qualifier)
- q : Qualifié au prochain tour (ou à la prochaine compétition), lors d'une compétition majeure, grâce au repêchage ou à la réalisation de l'une des meilleures performances parmi celles des « non qualifiés directement » (grâce au meilleur temps ou à la meilleure distance par exemple) (secondary qualifier)